# Barrio San Cayetano (Luján)
El barrio San Cayetano se encuentra en la ciudad de Luján, situado en la provincia de Buenos Aires de la Argentina.
Es uno de los barrios más viejos de Luján, como también el barrio El Quinto. Cuando se instala la estación basílica y la escuela en 1908 empieza a habitar gente en chacras y quintas, cuando se creó la capilla que lleva el mismo nombre del barrio comenzó a crecer la población haciéndole homenaje al santo.
La historia del barrio comenzó en la actual calle Alsina que es la actual más importante del barrio. Se fueron sumando cada vez más familias, luego llegaría el barrio obrero, los monoblocks y por último el Fonavi, el cual cambio la fisonomía del lugar.
El barrio cuenta con gas natural, pavimento, cloacas, agua corriente, alumbrado público, televisión por cable y transporte de pasajeros. En el también podemos encontrar el polideportivo, jardín de infantes 903, escuela 19, centro de Enseñanza Especial 502, Salón multiuso, Sociedad de fomento, Sala de primeros auxilios, Escuela y jardín Cardijn y por último la Capilla San Cayetano.

## Calle Alsina
Las Heras, Mariano Moreno, Doctor Real y el río: Dentro de ese perímetro, el poblado; fuera de él, chacras, quintas y la verde inmensidad en donde se escondían el pampero y la amenaza de los malones. Un huellón sin nombre oficial avanzaba hacia el puente de madera. Le decían “Calle del Puente” y así le siguieron llamando. Luego la llamaron “Calle de Lujan”, hasta que en 1887 tomó su actual nombre: Avenida Doctor Muñiz.
A un costado, nacía un estrecho sendero que avanzaba hacia la llanura. Era el paso obligado para tomar el antiguo “Camino de la Pampa”. Línea de frontera creada por el virrey para salir al cruce del avance de los indios. Reseros y carretas fueron los primeros en dar vida el estrecho callejón que Dios convertirlo luego en calle principal de un barrio con vecinos orgullosos de su rincón natal. La Alsina, calle céntrica y también madre del populoso barrio “San Cayetano”.
Eran tiempos de silencio y soledad cuando la actual Alsina, después del poblado, se adentraba en el campo, hasta que a su vera se fueron asentando los primeros vecinos. A partir de allí, se acentuaba el descampado que empezó a desaparecer cuando en derredor de una capilla floreció un racimo de casitas nuevas, que se fueron extendiendo hasta juntarse con Saavedra.
La pavimentada Alsina de hoy, con escuelas, comercios, parroquia y un agitado tránsito, no olvida sus tiempos de comienzo. Antiguos vecinos recuerdan cuando el polvaredal y los intransitables barriales se alternaban a lo largo del año.
Desde Saavedra hasta Pascual Simone, las veredas de Alsina gozaban de la sombra de corpulentos eucaliptos que llenaban la calle de frescura y le daban una nota característica al barrio, al igual que los surtidores a manija que expendían nafta marca “Texaco” en la puerta de los almacenes de Don Pancho Martínez, en lo de Belli, y en el galpón forrajero de los Miracca.
Entre Dr. Muñiz y Carlos Pellegrino, Alsina también conserva historias, por ejemplo: llegando a Mitre, en 1952 estuvo el Club Platense y en ese mismo lugar, en 1958, el Centro Obrero de Socorros Mutuos. El 8 de septiembre de 1889 abría por primera vez sus puertas la escuela nº11”General José María Paz”. El 28 de febrero se unifican las escuelas Nº 5 y Nº 11.
El 8 de septiembre de 1890 nació la “Sociedad Hermanas de los Pobre” cuyo fin era ayudar a los azotados por la peste de la viruela. Como el trabajo era mucho y los enfermos estaban dispersos, en 1892 resolvieron alquilar un lugar para aislados. En esta misma casa funcionó la escuela Nº 14.
El 12 de septiembre de 1973 nació la Capilla San Cayetano. Las primeras misas comenzaron en un galpón de Mazzoni. Mujeres, hombres y niños se sumaron a la idea del padre Emiro Dal Castagne. No solo apilaron ladrillos, sino que también hicieron campañas de recaudación que se multiplicaban a la par del entusiasmo, así, lograron construir esta capilla que hoy es parroquia y el orgullo mayor de un barrio entero.
El 1 de junio de 1959 se creó la escuela Cardijn, la cual empezó como guardería y más tarde se fueron incorporando grados. Unos 5 años después nació el jardín de infantes que hoy tiene su edificio propio.

## Polideportivo Profesor Federico F. Monjardin
El primer paso para esta realización consistió en la obtención del predio en que se levanta, en Avellaneda y Alvear. Parte fue obtenido por donación del Estado Nacional y parte comprado por la Municipalidad a Ferrocarriles argentinos.
Los edificios e instalaciones existentes fueron construidos con proyecto, ejecución y financiación municipal.
Consiste en el pabellón de vestuarios y baños, instalaciones para profesores de educación física, canchas, pistas, playón multiuso y gimnasio cubierto, uno de los más importantes de la zona, con sus instalaciones completas y equipamiento adecuado.
Popular institución que posibilita la recreación y práctica deportiva de la población lujanense.
Tiene una placa que tiene grabado sobriamente lo siguiente: El Escudo de Lujan a la derecha de la placa y la leyenda “Municipalidad de Lujan. Complejo Polideportivo Profesor Federico F. Monjardín”. El conjunto está montado sobre una base de cemento, igual que el marco que rodea la placa. Se colocó el 4 de mayo de 1981. con esta imposición se rindió homenaje al docente que desde 1917 y hasta 1952 fue profesor de la escuela Normal. Hombre de una cultura poco común, interesado por la educación de la juventud, fue gestor de la Escuela Nacional de Comercio desde 1939 y del edificio de la Escuela Nacional de Educación Técnica, en 1961. Vivió en Lujan desde 1914 hasta su muerte, en 1970.

## Jardín 903
El jardín de infantes nació en el año 1964, en un salón de la escuela Nº 19, por iniciativa de la docente “Becha” Schaupp, por la creación de un jardín.
Había una sola salita con aproximadamente 20 nenes. Años más tarde, este espacio quedó chico y el Jardín de traslada a las instalaciones de la Sociedad de Fomento del barrio San Cayetano. Pronto empezó a correr la voz sobre el nivel humano y educativo del jardín, y fueron muchos los lugares que hubo que preparar para albergar salas, ya que la matricula llegó a contar con más 200 alumnos.
En el año 1978 es bautizado con el nombre de “Granaderos de San Martín”. La Sociedad de fomento había visto la construcción de un gran salón para eventos, un patio, una cocina, los baños, y hasta el frente del edificio, funciona los fines de semana como salón de fiestas.
En 1980, se adquiere el predio para la edificación del nuevo Jardín. En Saavedra 1019, un gran terreno baldío con un frente sobre la calle Saavedra y Rawson. La concreción se realiza en dos etapas: la primera, en la que se construyen las seis secciones, dirección y secretaría, cocina y baños, con un patio de cemento, se termina de construir en el año 1981, y se inaugura el 26 de noviembre de 1983. En 1988 se inicia la construcción de S.U.M (Salón de usos múltiples) terminado en 1990.
Hoy el jardín cuenta con su personal totalmente titular. Su directora, vicedirectora y las docentes. La mayoría de ellas trabajan “desde siempre”, desde la primera historia; otras llegaron para quedarse…
El jardín hoy tiene 9 secciones: cuatro en el turno mañana y cinco en el de la tarde, y aproximadamente 250 alumnos.
Si bien el nuestro es el barrio San Cayetano, nuestra matricula tiene familias de muy variados lugares. Viene nenes de barrios como el Sarmiento, Los Paraísos, Lasa, El Trébol, Cigordia, y el Padre Varela.
En el jardín se realizaron, muchas experiencias educativas, propuestas teatrales, trabajos a nivel distrital, eventos masivos, y cuando la casa nos queda chica abrimos las puertas y salimos a trabajar a las calles.

## Jardín Cardijn
Este Jardín de infantes del antiguo y tradicional “San Cayetano”, abrió sus puertas en 1959, con el fin de abrir una guardería que brinda ayuda y apoyo a las familias.
La escuela primaria lleva el mismo nombre y en los albores del Jardín estuvo anexada a él. El 1º de marzo de 1962, autorizan su funcionamiento como establecimiento educativo para los más pequeños.
El barrio sigue creciendo, por lo cual el Jardín también, y ya en 1963 María Isabel Brassara en una sala que funcionaba detrás de la capilla, tenía a su cargo un grupo de niños de 3, 4, y 5 años.
El Jardín lleva el nombre del sacerdote belga, fundador de la Juventud Obrera Católica.
El 1º de marzo de 1965 fue reconocido el curso pre-escolar con dos secciones.
En 1987 la capilla pasó a ser parroquia, y el Jardín pasó a depender de ella. En 1989, la dirección de la escuela primaria consideró que era necesario independizarlo.
El 3 de abril de ese año se firmó el decreto de independización.
El jardín tenía cuatro secciones y alrededor de 120 niños. En 1992 en un predio perteneciente a la Parroquia comenzó la construcción del actual edificio moderno y espacioso que albergará por mucho tiempo a los más pequeños de esta zona de nuestra ciudad.
El 8 de mayo se inaugura oficialmente. Este año el Jardín cuanta con el área de Inglés en todas sus secciones. El Jardín de infantes José Canónigo Cardijn es semi-privado y depende del Arzobispado Mercedes-Lujan.
- Datos: Q6118547